# Brazos County
Brazos County je okres ve státě Texas v USA. K roku 2010 zde žilo 194 851 obyvatel. Správním městem okresu je Bryan. Celková rozloha okresu činí 1 528 km².